# Eugène Lecrosnier

Wappen

Eugène Georges Joseph Lecrosnier (* 20. April 1923 in Maupertuis; † 15. Oktober 2013 in Coutances) war ein französischer Seelsorger und Bischof von Belfort-Montbéliard. 

## Leben
Eugène Lecrosnier studierte Philosophie und Theologie am Priesterseminar in Coutances und empfing am 20. Dezember 1947 die Priesterweihe. Von 1947 bis 1949 folgte ein Studium der Sozialwissenschaften am Institut Catholique de Paris. Er war in der Seelsorge in Cherbourg (1949–1953) tätig. Des Weiteren war er Kaplan der Action catholique ouvrière (ACO). Am 1. Februar 1962 wurde er zum Generalvikar und Archidiakon von Cherbourg ernannt. 
Papst Paul VI. ernannte ihn am 21. April 1969 zum Weihbischof in Chambéry und Titularbischof von San Leone. Der Erzbischof von Chambéry André-Georges Bontems weihte ihn am 21. Juni desselben Jahres zum Bischof; Mitkonsekratoren waren Louis-Jean-Frédéric Guyot, Erzbischof von Toulouse, und Joseph Gustave François Wicquart, Bischof von Coutances-Avranches. 
Am 3. November 1979 wurde er durch Papst Johannes Paul II. zum ersten Bischof von Belfort-Montbéliard ernannt. Am 1. März 2000 nahm Papst Johannes Paul II. seinen altersbedingten Rücktritt an.
In der Bischofskonferenz von Frankreich war er für die internationalen Beziehungen zuständig, vor allem in Afrika und Lateinamerika.